# Leonidas von Alexandria
Leonidas von Alexandria war ein griechischer Mediziner und Chirurg des 1. Jahrhunderts n. Chr.
Leonidas knüpft an die Chirurgen des 1. Jahrhunderts vor Christus in Alexandria an, besonders Philoxenos. Sein Hauptwerk ist die Cheirourgoumena. Er führt die Rektoskopie ein, empfiehlt häufig die Verwendung des Brenneisens und kennt den Lappenschnitt in der Chirurgie. Sein Werk war eine Hauptquelle für die Chirurgen der Pneumatiker-Schule Antyllos, Herodotos und Archigenes von Apameia.